# AmphibiaWeb
AmphibiaWeb é um banco de dados online que tem como objetivo reunir informações sobre todas as espécies de anfíbios viventes no mundo. Foi desenvolvido pela Universidade de Berkeley no ano 2000, devido ao declínio das populações de anfíbios, de maneira a incentivar sua preservação. O site possui informações taxonômicas de todas as espécies, e de algumas, possui informações mais detalhadas, como imagens, mapas e descrição, que são criadas por profissionais da área ou importadas de outros sites, como a IUCN Red List. Em maio de 2018 estavam registradas 7 860 espécies.